# Araneus compsus
Araneus compsus là một loài nhện trong họ Araneidae.
Loài này thuộc chi Araneus. Araneus compsus được Ilka Maria Fernandes Soares & Hélio Ferraz de Almeida Camargo miêu tả năm 1948.